# (6109) Balseiro
(6109) Balseiro – planetoida z grupy pasa głównego asteroid okrążająca Słońce w ciągu 3 lat i 219 dni w średniej odległości 2,35 j.a. Została odkryta 29 sierpnia 1975 roku w Obserwatorium Féliksa Aguilara przez zespół El Leoncito Station. Nazwa planetoidy pochodzi od José Antonio Balseiro (1919-1962), argentyńskiego fizyka nuklearnego. Przed nadaniem nazwy planetoida nosiła oznaczenie tymczasowe (6109) 1975 QC.